# Pantà de Riba-roja
Der Pantà de Riba-roja (spanisch Embalse de Ribarroja) ist ein im Jahr 1969 fertiggestellter Stausee, dessen Staumauer sich in der spanischen Region Katalonien, Comarca Ribera d’Ebre, befindet, dessen Stau aber bis in die aragonesische Provinz Saragossa reicht. Er staut den Fluss Ebro sowie dessen Zuflüsse Segre und Matarraña. Beim Stau ist der Ort Fayón im See untergegangen und neu errichtet worden. Der See, der der Elektrizitätsgewinnung dient, ist ein bekanntes Revier für Sportfischerei.

## Geschichte
Stauseeprojekte für den Unterlauf des Ebro gehen bis in die Anfänge des 20. Jahrhunderts zurück. Ein Damm oberhalb des historischen Fayón, den der Amerikaner Frederick Pearson projektiert hatte, wurde nicht verwirklicht. Nach dem Spanischen Bürgerkrieg wurden die Projekte für die ebroaufwärts gelegene Embalse de Mequinenza und den Staudamm von Riba-roja entwickelt. Fayón versank bis auf den Oberteil seines Kirchturms in den Fluten des Stausees.

## Fauna
Der Stausee ist fischreich und als Angelrevier für den Europäischen Wels und Forellenbarsch sowie unter anderem für die endemischen Arten Europäischer Aal, Karpfen, Schleie bekannt.